# Rolf Römer (Verleger)
Rolf Henri Römer (* 4. Mai 1909 in Bern; † 27. September 1997 in Sala Capriasca; heimatberechtigt in Zürich) war ein Schweizer Verleger und Übersetzer.

## Leben und Wirken
Rolf Römers Eltern waren der Jurist Jakob Rudolf Römer und Sophie Melanie geborene Brüstlein. Er heiratete 1939 Marion Spoerri. Römer brach ein Studium der Rechtswissenschaften an der Universität Zürich ab und wurde Volontär bei der Buchhandlung Alfred Scherz in Bern. Bei der Buchhandlung Elsässer in Zürich wurde er 1941 Geschäftsführer.
In Zürich gründete Römer 1944 den Speer-Verlag. Zum Verlagsprogramm gehörten Werke zur Kunst, Philosophie, Lyrik, Belletristik (afrikanische Literatur) und Kinderbücher. Der Kinderbuchklassiker Kinder des Nordlichts von Ingri d’Aulaire erschien in mehreren Auflagen. Römer verfasste drei Gedichtbände: Heimat (1936), Ein Totentanz in 5 Bildern (1941) und Gebundene Zeit (1946). Häufig arbeitete er an der Gestaltung der Bücher mit. Als Übersetzer übertrug er Werke von Arthur Conte, Gaston Cauvin, Aké Loba, Mouloud Mammeri und Marie Susini aus dem Französischen ins Deutsche.

## Schriften (Auswahl)
- Speer-Verlag, 1944–1990. Sala Capriasca 1997.

## Belege
1. 1 2  Susanne Peter-Kubli: Rolf Römer. In: Historisches Lexikon der Schweiz.  10. November 2010.

| Personendaten    | Personendaten                          |
| ---------------- | -------------------------------------- |
| NAME             | Römer, Rolf                            |
| ALTERNATIVNAMEN  | Römer, Rolf Henri (vollständiger Name) |
| KURZBESCHREIBUNG | Schweizer Verleger und Übersetzer      |
| GEBURTSDATUM     | 4. Mai 1909                            |
| GEBURTSORT       | Zürich, Schweiz                        |
| STERBEDATUM      | 27. September 1997                     |
| STERBEORT        | Sala Capriasca, Schweiz                |